# Pseudocordylus
Pseudocordylus – rodzaj jaszczurek z podrodziny Cordylinae w obrębie rodziny szyszkowcowatych (Cordylidae).

## Zasięg występowania
Rodzaj obejmuje gatunki występujące w Górach Smoczych i Górach Przylądkowych na terenie Południowej Afryki, Eswatini i Lesotho. 

## Systematyka
Rodzaj zdefiniował w 1838 roku szkocki przyrodnik Andrew Smith w artykule poświęconym zagadnieniom zoologicznym południowej Afryki opublikowanym w czasopiśmie The Magazine of natural history. Smith wymienił kilka gatunków – Cordylus (Pseudocordylus) montanus Smith, 1838 (= Cordylus microlepidotus Cuvier, 1829), Cordylus (Pseudocordylus) fasciatus Smith, 1838, Cordylus (Pseudocordylus) melanotus Smith, 1838, Cordylus (Pseudocordylus) algoensis Smith, 1838 (= Cordylus microlepidotus Cuvier, 1829) i Cordylus (Pseudocordylus) sub-viridis Smith, 1838 – z których gatunkiem typowym jest (późniejsze oznaczenie) Pseudocordylus microlepidotus.

### Etymologia
Pseudocordylus: gr. ψευδος pseudos ‘fałszywy’; rodzaj Cordylus Laurenti, 1768.

### Podział systematyczny
Do rodzaju należą następujące gatunki: 
- Pseudocordylus langi Loveridge, 1944
- Pseudocordylus melanotus (Smith, 1838) – nibyszyszkowiec czarny[7]
- Pseudocordylus microlepidotus (Cuvier, 1829)
- Pseudocordylus spinosus FitzSimons, 1947
- Pseudocordylus subviridis (Smith, 1838)
- Pseudocordylus transvaalensis FitzSimons, 1943